# Berliner Festspiele

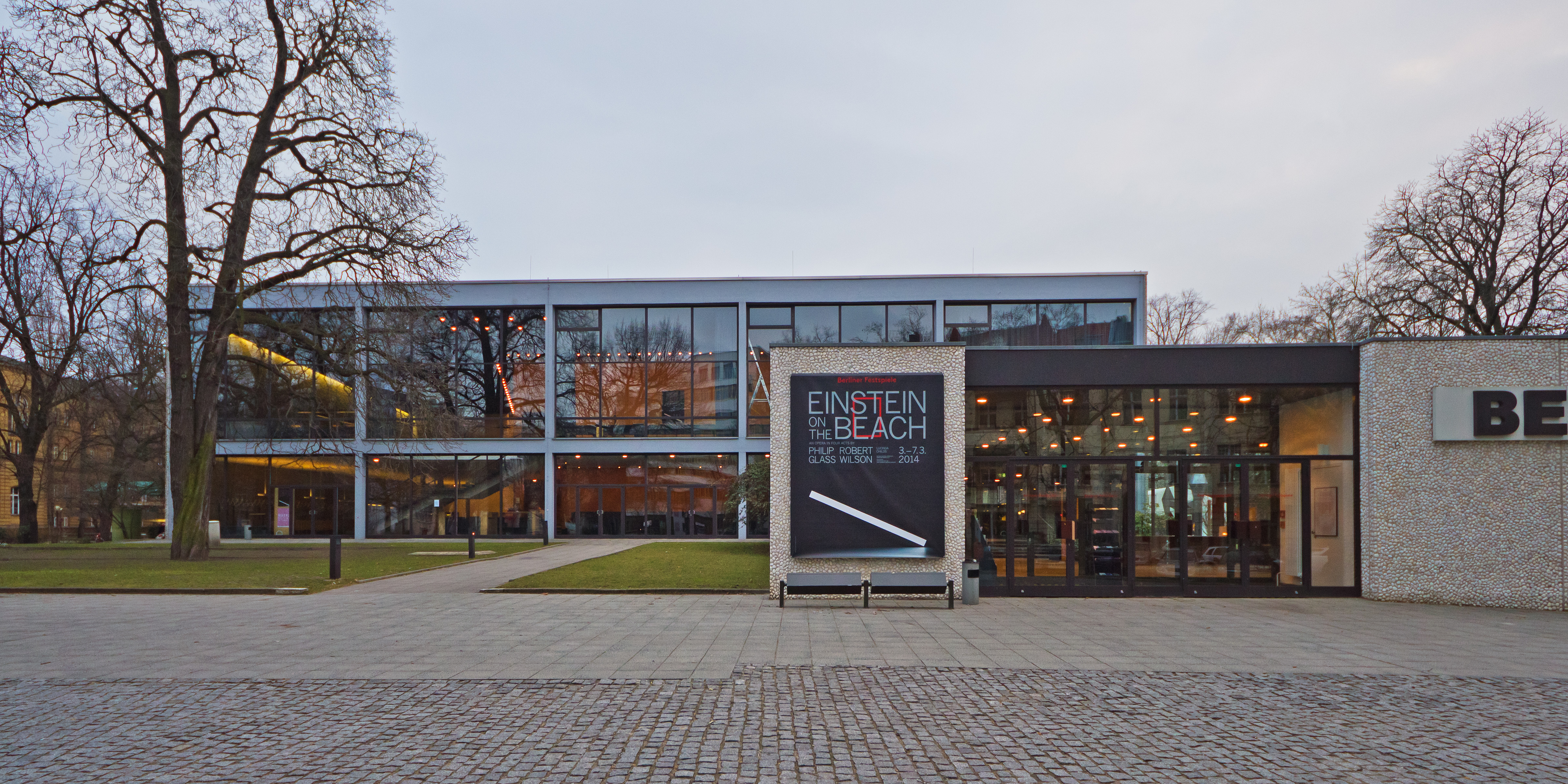
Haus der Berliner Festspiele (2014)

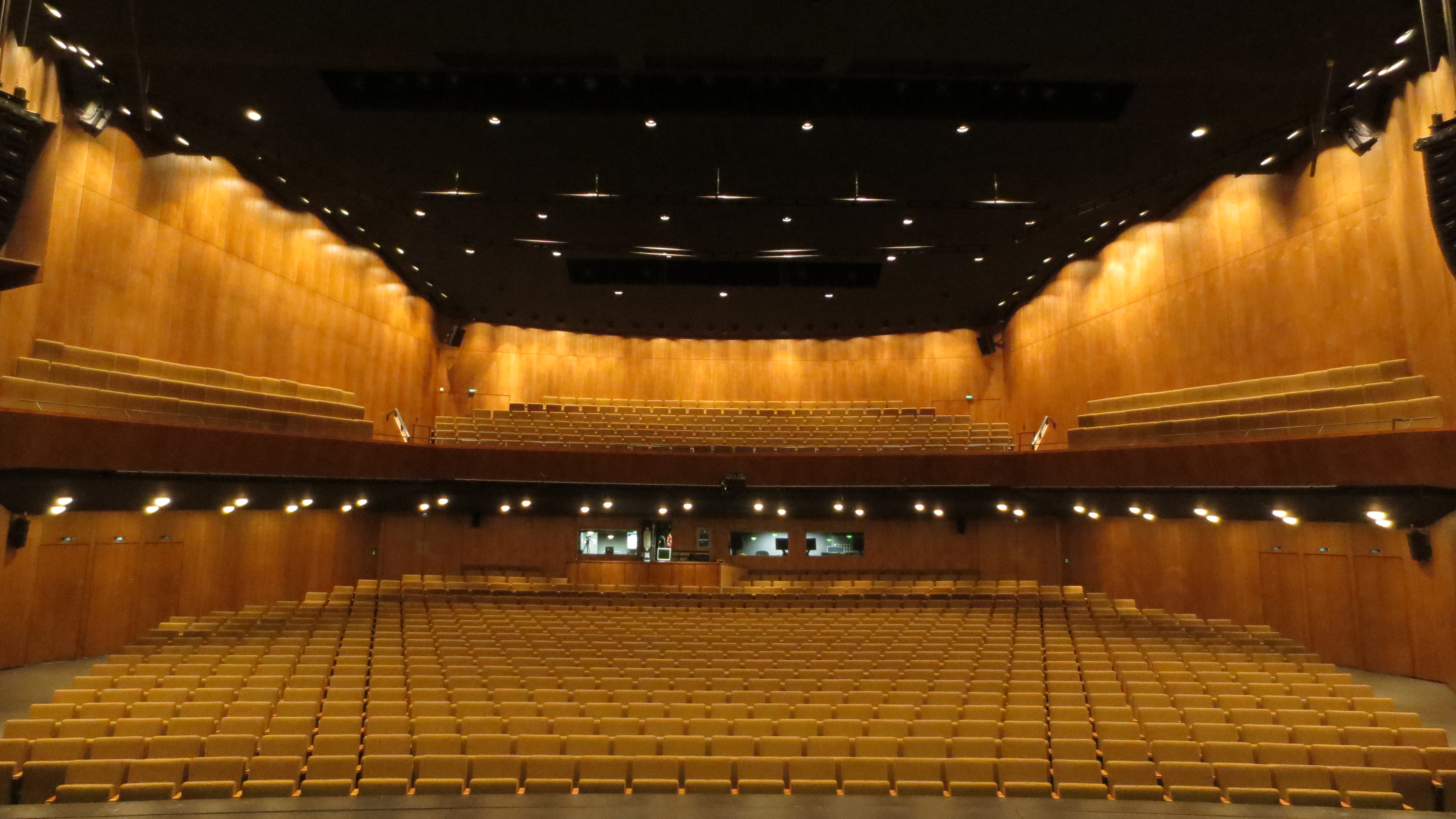
Main Stage at Haus der Berliner Festspiele (September 2013)

Il Berliner Festspiele è un moderno promotore di eventi culturali con una struttura unica: realizza simultaneamente mostre al Martin-Gropius-Bau e spettacoli nei suoi festival, programmi di accademia e serie di produzioni ospiti. L'interazione di diverse forme d'arte che ne deriva è senza rivali e molto significativa per lo sviluppo delle arti moderne. Contemporaneo nella sua prospettiva, internazionale nei suoi obiettivi ed eccezionale nel suo formato, questo connubio ha portato Festspiele a dare un buon nome sia alle sue produzioni che alle sue coproduzioni nel mondo dell'arte, mentre i suoi festival sono appuntamenti nel calendario del panorama culturale europeo.
Festival come MaerzMusik, Theatertreffen, Jazzfest Berlin e Musikfest Berlin sono di alta qualità, così come le retrospettive su larga scala nell'arte e nella sede espositiva di Festspiele. Questi stabiliscono sempre nuovi standard nella presentazione di arte contemporanea innovativa, ad esempio con una focalizzazione su "Tra le arti", o "Il Festival come un laboratorio del tempo". I frequentatori del festival sono diventati significativamente sempre più giovani negli ultimi anni e lo stesso Festspiele si è impegnato per decenni nel sostegno di bambini e adolescenti.

## Festival
I festival del Berliner Festspiele comprendono:
- MaerzMusik – Festival of time issues
- Theatertreffen
- Musikfest Berlin
- JazzFest Berlin
- Immersion
- Theatertreffen der Jugend
- Tanztreffen der Jugend
- Treffen Junge Musik-Szene
- Treffen Junger Autoren